# Alan Rusbridger
Alan Charles Rusbridger (* 29. Dezember 1953 in Lusaka, Nordrhodesien) ist ein britischer Journalist. Er war vom 13. Januar 1995 bis zum 29. Mai 2015 Chefredakteur und Herausgeber der britischen Tageszeitung The Guardian.

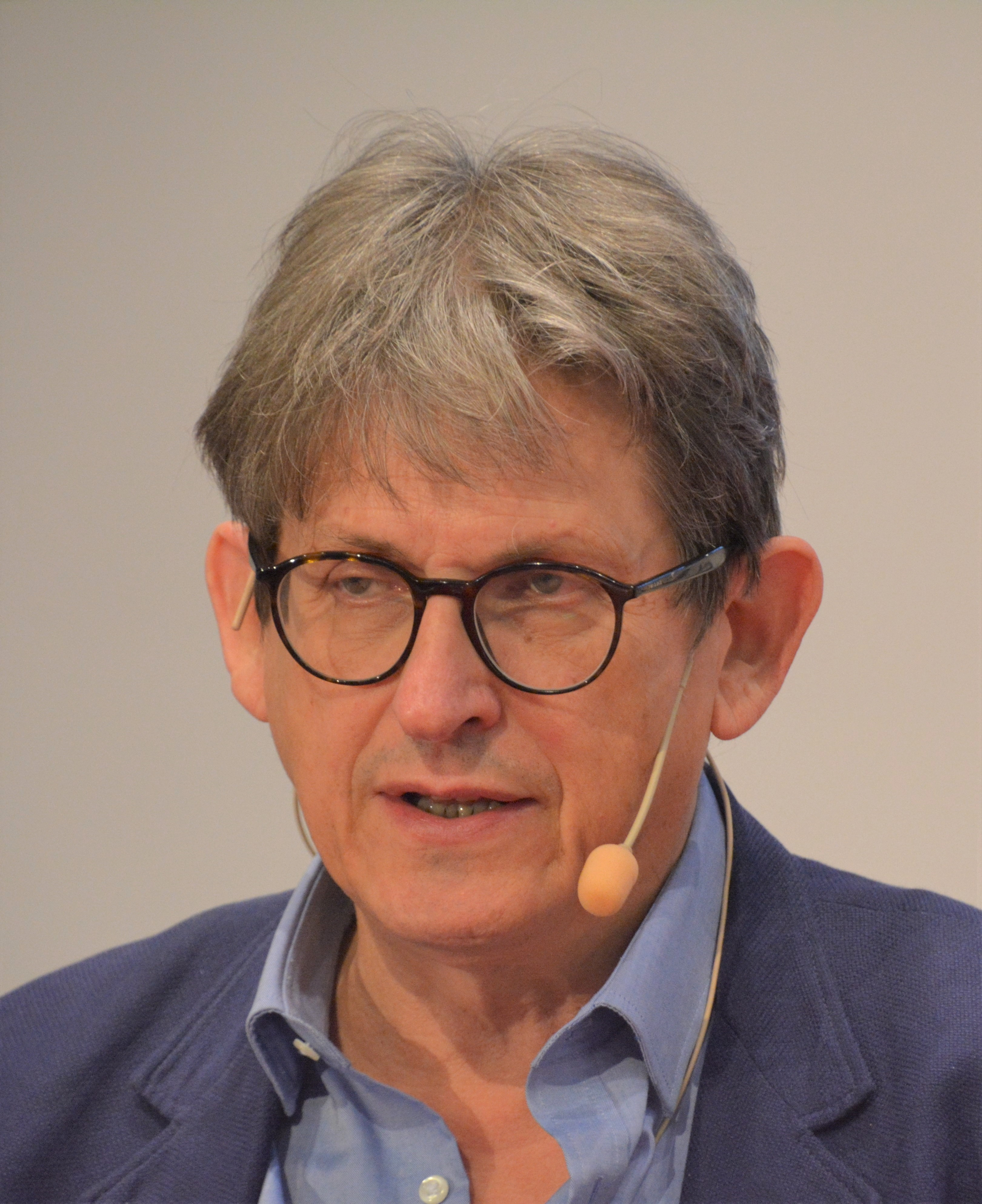
Alan Rusbridger (2018)

## Leben
Alan Rusbridger wurde in Lusaka, Nordrhodesien (heute Sambia), als Sohn von B. E. und G. H. Rusbridger, Leiter des Erziehungswesens von Nordrhodesien, geboren.
Als Alan Rusbridger fünf Jahre alt war, kehrte die Familie in das Vereinigte Königreich zurück. Er ging in Guildford und im Internat Cranleigh School zur Schule. Im Magdalene College, Cambridge, studierte er Englische Literatur und arbeitete in den Ferien für die Cambridge News. Nach dem Studium arbeitete er dort bis zum Jahr 1979.
1982 heiratete er die Erziehungswissenschaftlerin Lindsay Mackie. Sie haben zwei Töchter (* 1983 und * 1986).

## Beruf
Nach den Cambridge News ging er zum The Guardian als Reporter und schrieb unter anderem die tägliche Kolumne. Im November 1985 hatte er eine kurze Arbeitsperiode als königlicher Reporter und folgte in dieser Zeit den Prince und Princess of Wales in Melbourne, Australien. Zu dieser Zeit benutzte er schon ein Modem, um Daten nach London zu senden. 1986 verließ er den Guardian, um Fernsehkritiker beim Observer zu werden, bevor er nach Washington ging, um im Jahr 1987 Redakteur der kurzlebigen London Daily News zu sein.
Nachdem er zum Guardian zurückgekehrt war, startete er die „Weekend“-Beilage 1988. 1995 wurde er Herausgeber des Guardian. In den folgenden Jahren wagte er es, die Inhalte des Guardian zuerst im Internet (Web-First-Prinzip) und dann in der Tageszeitung zu veröffentlichen.
Am 29. Mai 2015 beendete Rusbridger die Tätigkeit als Chefredakteur beim Guardian. Seine Nachfolgerin ist Katharine Viner.
Seit Oktober 2015 ist er Principal der Lady Margaret Hall an der Universität von Oxford. Aufgrund seines Erfahrungshintergrunds wurde er dort nebenbei Vorsitzender des „Steering Committee“ des Reuters Institute for the Study of Journalism.
Alan Rusbridger sollte im September 2016 Liz Forgan als Vorsitzender des Scott Trust Limited folgen. Der Scott Trust Limited ist der Besitzer der Guardian Media Group. Aufgrund der finanziellen Krise des Guardian, die Rusbridger angelastet wird, verzichtete er am 13. Mai 2016 auf den Vorsitz.

## Sonstiges
Rusbridger hat drei Kinderbücher geschrieben und ist Koautor des BBC Dramas Fields of Gold mit Ronan Bennett.
In Deutschland ist Rusbridger besonders durch die Überwachungs- und Spionageaffäre – ausgelöst durch den Whistleblower Edward Snowden – bekannt geworden.
Rusbridger ist Fellow des Nuffield College, Oxford, und Gastdozent an der Queen Mary, University of London. Seit 2004 ist er Vorsitzender des National Youth Orchestra of Great Britain.
Rusbridger unterstützt die internationale Non-Profit-Klimaschutz-Kampagne 10:10. Er ist auch ein passionierter Amateurpianist.

## Auszeichnungen
Rusbridger erhielt 2009 einen Ehrendoktor von der University of Lincoln und von der Kingston University im Januar 2010.
Im Jahr 2010 wurde er ausgewählt, die jährlichen Andrew Olle Media Lecture in Australien zu halten.
Für seine mit „Beharrlichkeit und Mut“ geführte Berichterstattung über den NSA-Skandal erhielt Alan Rusbridger zusammen mit dem Spiegel-Chefredakteur Wolfgang Büchner in London die Sonderauszeichnung des Europäischen Pressepreises 2013.
Im September 2014 verlieh ihm die Right Livelihood Award Stiftung „für den Aufbau einer globalen Medienorganisation, die sich verantwortlichem Journalismus im öffentlichen Interesse verschrieben hat und gegen große Widerstände illegales Handeln von Unternehmen und Staaten enthüllt“ den Alternativen Nobelpreis. Überreicht wurde der Preis am 1. Dezember 2014.

## Film
In dem Film Inside Wikileaks – Die fünfte Gewalt wurde Rusbridger gespielt von Peter Capaldi.

## Werke
- The Coldest Day in the Zoo. 2004, ISBN 0-14-131745-0.
- The Wildest Day at the Zoo. 2005, ISBN 0-14-131933-X.
- The Smelliest Day at the Zoo. 2006, ISBN 0-14-132068-0.
- Play It Again: Why Amateurs Should Attempt the Impossible. 2012, ISBN 978-0-09-955474-5.
  - Play It Again – Ein Jahr zwischen Noten und Nachrichten. Übersetzt von Simon Elson und Kattrin Stier, Secession-Verlag für Literatur, 2015, ISBN 978-3-905951-69-1.
- Breaking News: The Remaking of Journalism and Why It Matters Now. 2018, ISBN 978-1-78-689094-8